# Guglielmo Sirleto
Guglielmo Sirleto di Guardavalle (1514-1585) va ser un cardenal italià amb el títol de diaca de San Lorenzo in Palisperna, bibliotecari de la Biblioteca Vaticana i convidat per Gregori XIII per a presidir la comissió per a la reforma del Calendari gregorià.
Natural de Guardavalle, prop de Stilo, que llavors pertanyia al Regne de Nàpols, actualment a la regió de Calàbria. Va estudiar hebreu, grec, llatí, filosofia, matemàtiques i teologia a Nàpols.
De Nàpols va marxar a Roma el 1540 on va començar a treballar amb el Cardenal Cervini, un dels presidents del Concili de Trento, triat Papa Marcel II el 1555.
A Roma va treballar successivament amb 3 Papes: Papa Marcel II, Papa Pau IV i Papa Gregori XIII.
El Papa Marcel II el va nomenar Secretari per als memorials i dipositari a la Biblioteca del Vaticà. El mateix any 1555, ja durant el Pontificat del Papa Pau IV (1555-1559) va ser nomenat Monsenyor apostòlic i després escollit com a Cardenal en el Consistori papal de 12 de març de 1565, amb el títol de San Lorenzo in Panisperna. A continuació li va ser atribuïda la diocesi de San Marco (1566), a Calàbria i després a la de Squillace (1568), en la mateixa regió.
El 1572 va renunciar a la diòcesi per fixar la seva residència a Roma, a petició del Papa Gregori XIII, per a assumir el càrrec de Bibliotecari de la Biblioteca Vaticana. En aquestes funcions és convidat també per a presidir a la Comissió per a la Reforma del Calendari i a la Comissions per a la Reforma del Breviari Romà, del Missal Romà, del Catecisme Romà i dirigir la nova edició del Martirologi romà. També va ser nomenat Camarlenc del Col·legi Cardenalici el 1584-1585.
Com a cardenal va participar en els conclaves de 1565-566 que va triar Pius V, en el de 1572 que va triar el Gregori XIII i en el de 1585 que va triar el Sixt V.
Va morir a Roma el 6 d'octubre de 1585.